# Награда Милан Ракић
Награда Милан Ракић је годишња награда Удружења књижевника Србије свом члану за најбољу књигу песама објављену у прошлој години.

## О награди
Награду је 1970. установило Удружење књижевника Србије част песника Милана Ракића, а захваљујући песниковој удовици Милици Ракић, која је Удружењу поклонила штедну књижицу са улогом који је обезбеђивао средства за награду и основала је Фонд Милан Ракић. Награда се додељује искључиво за прво издање књиге. Награда се састоји од повеље и новчаног износа.
О добитнику одлучује петочлани жири. Чланови жирија у разним саставима били су: Милош Петровић, Саша Хаџи Танчић, Срба Игњатовић, Адам Пуслојић, Бојана Стојановић Пантовић, Милица Јефтимијевић Лилић, Душан Стојковић, Радомир Стојановић, Мићо Цвијетић и други. Садашњи жири ради у саставу: Петар Жебељан, Раде Вучићевић, Гордана Влаховић.
У Београду је 1938. била основана Ракићева награда, коју је додељивало Друштво Милан Ракић. Добитници ове награде били су Бранко Ћопић (1939) и Десанка Максимовић (1940), за дотадашњи рад. Чланови жирија били су Исидора Секулић, Живко Милићевић и Милан Предић.

## Добитници
Досадашњи добитници су:

#### Од 1970. до 1980.
- 1970 — Филип Давид, за књигу Записи о стварном и нестварном.
- 1971 — Матија Бећковић, за књигу Рече ми један чоек.
- 1972 — Видосав Стевановић, за књигу Нишчи.
- 1973 — Мирослав Максимовић, за књигу Мењачи.
- 1974 — Слободан Ракитић, за књигу Земља на језику.
- 1975 — Милутин Петровић, за књигу Промена.
- 1975 — Адам Пуслојић, за књигу Религија пса.
- 1976 — Божидар Милидраговић, за књигу Стопе.
- 1976 — Милан Комненић, за књигу Ти, риђокоса олујо.
- 1977 — Драгомир Брајковић, за књигу Крвава свадба у Брзави.
- 1978 — Раша Ливада, за књигу Карантин.
- 1979 — Милан Ненадић, за књигу Општи одар.
- 1980 — Мирко Магарашевић, за књигу Знаци духа поднебља.
- 1980 — Душко Новаковић, за књигу Подеротина на врећи.

#### Од 1981. до 1990.
- 1981 — Алек Вукадиновић, за књигу Поноћна царовања.
- 1981 — Радмила Лазић, за књигу Подела улога.
- 1982 — Љубомир Симовић, за књигу Ум за морем.
- 1983 — Драган Драгојловић, за књигу Станишта.
- 1984 — Новица Тадић, за књигу Погани језик.
- 1985 — Васа Павковић, за књигу Опсесија.
- 1986 — Слободан Зубановић, за књигу Репортер.
- 1987 — Ибрахим Хаџић, за књигу На стаклу записано.
- 1988 — Милош Комадина, за књигу Јужни крст.
- 1989 — Јован Христић, за књигу Старе и нове песме.
- 1990 — Миодраг Станисављевић, за књигу Ритмови 3.
- 1990 — Рајко Петров Ного, за књигу Лазарева субота.

#### Од 1990. до 2000.
- 1991 — Милован Марчетић, за књигу Без имена, без лица.
- 1992 — Срба Митровић, за књигу Шума која лебди.
- 1993 — Петар Цветковић, за књигу Песме.
- 1993 — Небојша Васовић, за књигу Музика роба.
- 1994 — Стеван Тонтић, за књигу Сарајевски рукопис.
- 1994 — Саша Јеленковић, за књигу Оно што остаје.
- 1995 — Радомир Андрић, за књигу Рујно.
- 1995 — Ненад Грујичић, за књигу Пуста срећа.
- 1996 — Светислав Мандић, за књигу Звездара и друге песме.
- 1996 — Драган Коларевић, за књигу О лоповима и љубави.
- 1997 — Љубица Милетић, за књигу Син дана 7504.
- 1997 — Зоран Милић, за књигу Душа и студени.
- 1998 — Милорад Ђурић, за књигу Лирика.
- 1998 — Предраг Богдановић Ци, за књигу Ходећи водом.
- 1999 — Александар Секулић, за књигу Словно страшило.
- 1999 — Вук Милатовић, за књигу Мала реторика душе.
- 2000 — Драгиња Урошевић, за књигу И ниње и присно.
- 2000 — Томислав Мијовић, за књигу Светлуцања

#### Од 2001. до 2010.
- 2001 — Добрица Ерић, за књигу Ружа ветрова.
- 2001 — Златко Красни, за књигу Црни Ангел.
- 2002 — Срба Игњатовић, за књигу Судбеник.
- 2002 — Верољуб Вукашиновић, за књигу Двери у липама.
- 2002 — Гојко Ђого, за књигу Црно руно.
- 2002 — Никола Цинцар Попоски, за књигу Васкрсло слово.
- 2003 — Вук Крњевић, за књигу Садево.
- 2003 — Александар Петров, за књигу Ватрар.
- 2003 — Ристо Василевски, за књигу Храм, ипак храм.
- 2004 — Радомир Стојановић, за књигу Другачији говор.
- 2004 — Манојле Гавриловић, за књигу Пријездина љубав.
- 2005 — награда није додељена / пренета је у 2006.
- 2006 — Милан Орлић, за књигу Град, пре него што усним.[6]
- 2006 — Небојша Деветак, за књигу Боре и бразготине.
- 2007 — Зоран Милисављевић, за књигу Кожа од речи.[7]
- 2007 — Андреј Јелић Мариоков, за књигу Наша ствар.
- 2008 — Горан Ђорђевић, за књигу Сентандреја и друге песме.
- 2008 — Мирослав Тодоровић, за књигу Спрам расутих звезда.[8]
- 2009 — Ђоко Стојичић, за књигу Хеленски богови.[9]
- 2009 — Предраг Бајо Луковић, за књигу Демон и лепота.
- 2010 — Обрен Ристић, за књигу Венац Творцу.[10]
- 2010 — Слободан Стојадиновић, за књигу Крчанов блок.

#### Од 2011. до 2020.
- 2011 — Милош Јанковић, за књигу Манастирник (награду вратио).[11][12]
- 2011 — Драган Лакићевић, за књигу Снежни врт.[13]
- 2011 — Зорица Арсић Мандарић, за књигу Чиније звезданог пиринч.
- 2012 — Милоје Дончић, за књигу Копљарница.[14]
- 2013 — Ђорђе Николић, за књигу Ви нисте од овога света.[15]
- 2014 — Милан Лукић, за књигу Body & Copper.
- 2014 — Ђорђе Д. Сибиновић, за књигу Хиљаду карактера.[16]
- 2015 — Иванка Вања Радмановић, за књигу Рајски кавез.
- 2015 — Милисав Миленковић, за књигу Одисеј се није вратио.[17]
- 2016 — Зоран Хр. Радисављевић, за књигу Света трешња.[18]
- 2017 — Веселин Мишнић , за књигу Пустињске песме.[19]
- 2018 — Весна В. Радовић, за књигу На чају код Љиље Брик.[20]
- 2019 — Зоран М. Мандић, за књигу Одбрана избора.[21]
- 2020 — Зоран Богнар, за књигу Србијо, могу ли да будем твој син.[22]

#### Од 2021.
- 2021 — Момчило Бакрач, за књигу Сравњено с небом.[23]
- 2022 — Дејан Богојевић, за књигу Суве сенке расту.[24]